# Etiopía en los Juegos Paralímpicos de Arnhem 1980
Etiopía estuvo representada en los Juegos Paralímpicos de Arnhem 1980 por un deportista masculino. El equipo paralímpico etíope no obtuvo ninguna medalla en estos Juegos.